# 臺南市立大橋國民中學

臺南市立大橋國民中學，簡稱大橋國中，為一所位於臺灣臺南市永康區的國民中學，於2003年建校。

## 學區
學區為台南市尚頂里、甲頂里、大橋里、西橋里、安康里、東橋里，自由學區為二王里、三合里、五王里、六合里。

## 歷任校長[1]
- 第一任校長：王東醮
- 第二任校長：黃炳權
- 第三任校長：王宏寶
- 第四任校長：謝連陽

## 校徽[2]
校徽外觀為樹葉型，表示十年樹木百年樹人的穩健智慧。亦可視為風箏型，表生氣蓬勃、活力四射及向上提升的風貌。
燕子展翅飛提，象徵積極進取、氣度恢弘，勇於創新的學校文化。
白色曲線意味築橋及築夢的開始及有教無類。
DC為大橋國中之英文代號，代表大橋人心地純潔、看重自己及關愛他人。
圖案全貌展現十足動力及強韌生命力。

## 社團校隊
校內社團與校隊有：籃球、田徑、卡巴迪、木球、桌球、管樂、合唱團、直笛、啦啦舞蹈隊、童軍服務團
等社團校隊。